# The Birth of a Nation (2016)
The Birth of a Nation is een Amerikaanse biografische film uit 2016, geschreven en geregisseerd door Nate Parker. De film ging in wereldpremière op 25 januari op het Sundance Film Festival in de U.S. Dramatic Competition waar hij de U.S. Grand Jury Prize won.

## Verhaal
Begin jaren 1800 in Southampton County, Virginia, waar de jonge slaaf Nat Turner eigendom is van Samuel Turner. Het wordt al snel duidelijk dat de jongen buitengewoon intelligent is en hij wordt aangemoedigd de Bijbel te lezen en te prediken aan zijn medeslaven. Zijn meester besluit hem te gebruiken om overal in de staat te prediken. Daardoor ziet Nat pas de volledige omvang van de slavernij. Hij wordt een ander soort leider en verzamelt een groep slaven en vrije Afro-Amerikanen om zich heen en leidt in 1831 een bloedige slavenopstand.

## Rolverdeling
| Acteur              | Personage        |
| ------------------- | ---------------- |
| Nate Parker         | Nat Turner       |
| Armie Hammer        | Samuel Turner    |
| Aja Naomi King      | Cherry           |
| Jackie Earle Haley  | Raymond Cobb     |
| Penelope Ann Miller | Elizabeth Turner |
| Gabrielle Union     | Esther           |
| Aunjanue Ellis      | Nancy Turner     |
| Mark Boone Junior   | Dominee Walthall |